# جادج جوليس
جوليوس أورواردين (Julius O'roirdan) و يعرف أكثر باسم جادج جوليس (Judge Jules) هو دي جي و منتج أسطوانات و محامي متمرن بريطاني مختص في موسيقى الرقص الإلكترونية من مواليد 26 أكتوبر 1962 .

## روابط خارجية
- جادج جوليس على موقع ميوزك برينز (الإنجليزية)
- جادج جوليس على موقع ميوزك برينز (الإنجليزية)
- جادج جوليس على موقع أول ميوزيك (الإنجليزية)
- جادج جوليس على موقع أول ميوزيك (الإنجليزية)
- جادج جوليس على موقع ديسكوغز (الإنجليزية)
- جادج جوليس على موقع ديسكوغز (الإنجليزية)